# Offensive Security
Offensive Security  — американская международная компания, работающая в области информационной безопасности, тестирования на проникновение и цифровой криминалистики. Работая примерно с 2007 года, компания создала проекты с открытым исходным кодом, продвинутые курсы по безопасности, ExploitDB (база данных уязвимостей) и дистрибутив Kali Linux. Компания была основана Мати Ахарони, и в ней работают специалисты по безопасности, имеющие опыт тестирования на проникновение в систему безопасности и оценки безопасности системы. Компания предоставила консультации и обучение по вопросам безопасности многим технологическим компаниям.
Компания также предоставляет обучающие курсы и сертификаты.